# 3 familias (telenovela mexicana)
3 familias es una telenovela de comedia familiar producida por Luis Guillermo Camacho para TV Azteca entre 2017 y 2018. Es la adaptación mexicana de la serie ecuatoriana del mismo nombre creada por Marcos Espín, Cristian Cortez y Eddie González y producida por Ecuavisa en 2014. Se estrenó por Azteca Uno el 23 de octubre de 2017, retomando la primera barra de telenovelas originales que había dejado vacante UEPA! Un escenario para amar; y finalizó el 25 de mayo de 2018. Las grabaciones de la telenovela iniciaron el 11 de septiembre de 2017, con el claquetazo oficial en los foros de TV Azteca Novelas.
Está protagonizada por Ingrid Martz, Rodrigo Mejía, Ulises de la Torre, Rocío García, Carlos Espejel y Alma Cero, junto con Juan Ríos Cantú como el villano principal. Además de contar a la primera actriz Sylvia Pasquel y la participaciones especiales de Patricio Borghetti, Isabel Martínez "La Tarabilla" y Edith González, quién falleció un año después de su participación.

## Trama
3 familias de diferentes culturas y clases sociales tratan de salir adelante, con la objetividad de conservar lo que los mantiene de pie: «el amor».
1. Los Pedregal Barroso, los de clase alta: Narra la historia de Bela Barroso, una mujer que no conoce la realidad de la vida. Es clasista y multimillonaria. Vive en una nube. No le preocupa nada, más que gastar todo su dinero con sus tarjetas de crédito o verificar que tenga el último accesorio a la moda. Al enterarse de que su esposo, Eleazar del Valle, ha fallecido, se conmociona al saber que el banco le ha confiscado todos sus bienes, pues Eleazar le dejó una infinidad de deudas e instantáneamente acceden al embargo, dejándola en la calle. Ahora Bela tendrá que acostumbrarse a su vida de "nueva pobre", y bajar de esa nube que la mantenía en otro universo entre tantos lujos. Pero la vida le vuelve a sonreír cuando conoce a Gonzalo Adolfo del Pedregal, un empresario recién llegado a la ciudad. Terminan casándose. El único interés de Gonzalo es mantener feliz a su esposa y complacerla en todo, aunque esconde un secreto. Para Bela, lo único que la motiva para convertirse en su esposa es gastar y gastar su dinero, pero sigue amando a su difunto esposo. Bela quiere seguir siendo rica toda la vida.
2. Los Mejorada Lezama, los de clase media: Es un matrimonio conformado por Marisa y Goyo. Él, siempre vive endeudado y aparenta tener dinero. Ella, gasta lo que no tiene... y Fátima, la muchacha de servicio, que más bien parece ser la dueña. Esta familia se deja manipular cuando se trata de conseguir algo fácil, como una casa. Marisa anhela tener una y dejar de soportar la gotera del techo de su actual vivienda. Goyo siempre quiere darle gusto a su esposa, aunque se trate de que gaste todo su sueldo. Los tres son víctimas de una estafa cuando compran una mansión, la cual solo vieron en una foto. Marisa se casó con la ilusión de que Goyo era un junior, pero el gusto le duró poco. Goyo solo está para complacer a su esposa y no quiere perderla. ¿Y Fátima?, con el sueldo que gana sigue con ellos, ¿por qué no se ha ido?, porque está enamorada del hermano de Marisa: el Padre Ángel Jesús. Todo lo que más desean es cambiar de clase social, como por ejemplo: poseer todo lo que tiene Bela Barroso.
3. Y por último Los Barrio Bravo, Los de clase baja: Chacho y Chabela, un matrimonio un tanto chistoso y alegre. Al ser desalojados de su "nueva casa" regresan a vivir de arrimados con Frida, la madre de Chabela y suegra de Chacho, a quien odia. Frida se desvive por Casimiro, exnovio de Fátima, a quien perdona incondicionalmente todas sus infidelidades. Siempre le recuerda a su hija la mala decisión que tomó al casarse con Chacho, pues lo ve como un irresponsable y poca cosa para Chabela. Frida tiene algo de razón, Chacho siempre está desempleado, pero siempre se preocupa por el bienestar de su esposa y de su hija, Cayetana. Aunque Chabela y Chacho consigan casa propia, ella no quiere dejar a su madre, pero Frida es lo que más quiere es que se vayan de su casa. Posteriormente, llega una exnovia de Chacho con su hijo: Chayanne. Chacho no se lo esperaba y mucho menos sabía de la existencia de Chayanne. Esto provoca los celos de Chabela, pero Chacho le recuerda cuanto la ama. Ambos no dudan de su amor. Los problemas incrementan cuando Chayanne y Fer del Pedregal (hija de Gonzalo) se enamoran y las clases sociales serán su mayor obstáculo. Pese a las diferencias de estas familias, el amor siempre está presente y nunca se rinden. La armonía y la estabilidad tambalea por los conflictos, sean económicos, vecinales o familiares, pero cada situación la disfrutan juntos, porque «en familia, todos estamos bien».

## Reparto

### Principales
- Ingrid Martz como Bela Barroso
- Carlos Espejel como Chacho Barrio
- Alma Cero como Isabela "Chabela" Bravo de Barrio
- Sylvia Pasquel como Frida Bravo[8]
- Ulises de la Torre como Gregorio "Goyo" Mejorada
- Rodrigo Mejía como Gonzalo Adolfo del Pedregal
- Rocío García como Marisa Lezama de Mejorada
- Juan Ríos Cantú como César Guerra
- José Sefami como Casimiro Almonte Pérez
- Eugenio Bartilotti como Gervasio
- Sergio Ochoa como Ranulfo
- Amaranta Ruiz como Sheila Cruz
- Alejandra Ley como Zoila Ley
- Giovanna Romo como Yessenia
- Lakshmi Picazo como Tatis de Guerra
- Adrián Rubio como el Padre Ángel Jesús Lezama
- Luis Curiel como Chayán Barrio Chico
- Renata Manterola como Fernanda del Pedregal "Fer"
- Alejandra Toussaint como Fátima Chico
- Luis Carlos Muñoz como Fredo del Valle Cruz
- Juan Carlos Martín del Campo como Teodoro
- Isabel Martínez "La Tarabilla" como Doña Blanca
- Patricio Borghetti como Eleazar del Valle Borghetti

### Recurrentes
- Ana Laura Espinosa como Ramona
- Jorge Monter como Amado
- Irene Arcila como Déborah
- Javier Reyes como Emiliano
- Gabriel Navarro como Israel
- Gabriela Zas como Gina
- Carla Arredondo como Paulina "Pau"
- Patty Tort como Cayetana Barrio Bravo
- Renata Zalvidea como Barbie
- Alejandra Padilla como Dulce
- Macarena Oz como Norma
- Mariana Castillo como Sasha
- Liliana Baranda como Ivette
- Joan Kuri como Ricardo
- Omar Camacho como Pedro
- Cassandra Aguilar como Ruby
- Antonio Camacho como Toño

### Invitados especiales
- César Bono como Sigmud Basañes
- Anette Michel como Carolina
- Los destrampados como Ellos mismos
- Mara Escalante como Olivia
- Carmen Muñoz como Ella misma
- Adrián Cue como Él mismo
- Sergio Sepúlveda El mismo
- Tábata Jalil como Ella misma
- Brandon Peniche como El mismo
- Edith González como Katy
- Aura Cristina Geithner como Ella misma[7]

## Audiencia
| Temporada | Horario (CT)                    | Episodios | Primera emisión       | Primera emisión      | Última emisión     | Última emisión       | Prom. de espectadores (millones) |
| Temporada | Horario (CT)                    | Episodios | Fecha                 | Audiencia (millones) | Fecha              | Audiencia (millones) | Prom. de espectadores (millones) |
| --------- | ------------------------------- | --------- | --------------------- | -------------------- | ------------------ | -------------------- | -------------------------------- |
| 1         | Lunes a viernes 19:30 - 20:30 h | 150       | 23 de octubre de 2017 | 1.5                  | 25 de mayo de 2018 | 0.96                 | —                                |

## Episodios
| N.º | Título                                                       | Fecha de emisión original | Audiencia (millones) |
| --- | ------------------------------------------------------------ | ------------------------- | -------------------- |
| 1   | «¡Así comienzan las vidas de estas 3 Familias!»              | 23 de octubre de 2017     | 1.5                  |
| 2   | «¿Chacho tiene un hijo?»                                     | 24 de octubre de 2017     | 1.3                  |
| 3   | «¿Bela ya encontró al sustituto de Eleazar?»                 | 25 de octubre de 2017     | 1.2                  |
| 4   | «Chayanne conoce a Fer y se enamora»                         | 26 de octubre de 2017     | 1.3                  |
| 5   | «¡Chacho ya tiene competencia por el amor de Chabela!»       | 27 de octubre de 2017     | 1.2                  |
| 6   | «¿César y Yessenia?»                                         | 30 de octubre de 2017     | 1.0                  |
| 7   | «El primer beso»                                             | 31 de octubre de 2017     | 1.0                  |
| 8   | «Tratamientos de belleza»                                    | 1 de noviembre de 2017    | 0.88                 |
| 9   | «Ya se le armó a Chacho»                                     | 2 de noviembre de 2017    | 0.98                 |
| 10  | «¡Bela y Gonzalo a terapia!»                                 | 3 de noviembre de 2017    | 1.3                  |
| 11  | «¡Bela jamás consumará su matrimonio!»                       | 6 de noviembre de 2017    | 1.2                  |
| 12  | «¡Hay futbol en la casa de... las 3 Familias!»               | 7 de noviembre de 2017    | 1.0                  |
| 13  | «¡Chayanne besa a un sapo!»                                  | 8 de noviembre de 2017    | 1.3                  |
| 14  | «Tatis tiene una confesión para Bela»                        | 9 de noviembre de 2017    | 1.3                  |
| 15  | «¿Hay infidelidad en las 3 familias?»                        | 10 de noviembre de 2017   | 1.3                  |
| 16  | «Brujería, amarres y menjurjes»                              | 13 de noviembre de 2017   | 1.1                  |
| 17  | «¡Chacho agoniza!»                                           | 14 de noviembre de 2017   | 1.0                  |
| 18  | «Chabela y Chacho están listos... ¡para morir!»              | 15 de noviembre de 2017   | 1.2                  |
| 19  | «¡Chabela cachó a Chacho con Yessenia!»                      | 16 de noviembre de 2017   | 0.99                 |
| 20  | «¿Será que Bela se está volviendo loca?»                     | 17 de noviembre de 2017   | 1.0                  |
| 21  | «¿Frida está embarazada?»                                    | 20 de noviembre de 2017   | 1.0                  |
| 22  | «¡César podría descubrir la traición de Tatis!»              | 21 de noviembre de 2017   | 1.2                  |
| 23  | «¡Bela tiene grandes habilidades culinarias!»                | 22 de noviembre de 2017   | 0.92                 |
| 24  | «¡Ahora Fer rogará por el amor de Chayán!»                   | 23 de noviembre de 2017   | 1.1                  |
| 25  | «Chacho el mil usos, versión: Dentista»                      | 24 de noviembre de 2017   | 1.2                  |
| 26  | «¿Fer o Dulce? ¡Chayán está en problemas!»                   | 27 de noviembre de 2017   | 0.93                 |
| 27  | «¡Fer y Chayán ya son novios!»                               | 28 de noviembre de 2017   | 1.1                  |
| 28  | «Gonzalo “rescata” a Fer de los Barrio Bravo»                | 29 de noviembre de 2017   | 1.2                  |
| 29  | «¡Chayán se robará a Fer!»                                   | 30 de noviembre de 2017   | 1.3                  |
| 30  | «¡Chacho correrá peligro!»                                   | 1 de diciembre de 2017    | 1.3                  |
| 31  | «¡César cumple su amenaza contra Chacho!»                    | 4 de diciembre de 2017    | 1.2                  |
| 32  | «¡Todos lloran la muerte de Chacho!»                         | 5 de diciembre de 2017    | 1.2                  |
| 33  | «¡Chacho está vivo!»                                         | 6 de diciembre de 2017    | 1.1                  |
| 34  | «Listas o no, Bela, Chabela y Marisa celebran su cumpleaños» | 7 de diciembre de 2017    | 1.2                  |
| 35  | «El hijo de Bela llegó para quedarse»                        | 8 de diciembre de 2017    | 1.0                  |
| 36  | «¿Varios bebés vienen en camino?»                            | 11 de diciembre de 2017   | 1.1                  |
| 37  | «¡Frida descubre a Chacho con Yesenia!»                      | 12 de diciembre de 2017   | 1.3                  |
| 38  | «¡Adiós Fer! te vas a París»                                 | 13 de diciembre de 2017   | 1.1                  |
| 39  | «¿Ángel Jesús dejará su vocación por Fátima?»                | 14 de diciembre de 2017   | 1.0                  |
| 40  | «¡Apareció el papá de Chacho!»                               | 18 de diciembre de 2017   | 1.0                  |
| 41  | «Chacho y su papá ¡frente a frente!»                         | 19 de diciembre de 2017   | 1.1                  |
| 42  | «Con César Guerra no se juega»                               | 20 de diciembre de 2017   | 1.2                  |
| 43  | «Chabela está lista para la prisión»                         | 21 de diciembre de 2017   | 0.92                 |
| 44  | «Chacho salva a Chabela»                                     | 22 de diciembre de 2017   | 1.0                  |
| 45  | «Episodio 45»                                                | 26 de diciembre de 2017   | 1.1                  |
| 46  | «Episodio 46»                                                | 27 de diciembre de 2017   | 1.1                  |
| 47  | «¿Dulce conquistará a Oski en Enamorándonos?»                | 28 de diciembre de 2017   | 1.0                  |
| 48  | «¡Apareció el hermano gemelo de Gonzalo!»                    | 29 de diciembre de 2017   | 1.3                  |
| 49  | «¡Marisa hace una entrada triunfal!»                         | 2 de enero de 2018        | 1.3                  |
| 50  | «Dulce y Chayán se van de ci-ci-cita»                        | 3 de enero de 2018        | 1.3                  |
| 51  | «¿Frida y Primitivo?»                                        | 4 de enero de 2018        | 1.2                  |
| 52  | «¡Bela quiere el divorcio!»                                  | 5 de enero de 2018        | 1.4                  |
| 53  | «¿Chayán y Barbie?»                                          | 8 de enero de 2018        | 0.96                 |
| 54  | «¡Chayán y Fer regresan!»                                    | 9 de enero de 2018        | 1.3                  |
| 55  | «Episodio 55»                                                | 10 de enero de 2018       | 1.4                  |
| 56  | «Episodio 56»                                                | 11 de enero de 2018       | 1.3                  |
| 57  | «Episodio 57»                                                | 12 de enero de 2018       | 1.2                  |
| 58  | «Episodio 58»                                                | 15 de enero de 2018       | 1.2                  |
| 59  | «Episodio 59»                                                | 16 de enero de 2018       | 1.2                  |
| 60  | «Episodio 60»                                                | 17 de enero de 2018       | 1.1                  |
| 61  | «Episodio 61»                                                | 18 de enero de 2018       | 1.2                  |
| 62  | «Episodio 62»                                                | 19 de enero de 2018       | 1.4                  |
| 63  | «Episodio 63»                                                | 22 de enero de 2018       | 1.2                  |
| 64  | «Episodio 64»                                                | 23 de enero de 2018       | 1.1                  |
| 65  | «Episodio 65»                                                | 24 de enero de 2018       | 1.2                  |
| 66  | «Episodio 66»                                                | 25 de enero de 2018       | 1.2                  |
| 67  | «Episodio 67»                                                | 26 de enero de 2018       | 1.4                  |
| 68  | «Episodio 68»                                                | 29 de enero de 2018       | 1.0                  |
| 69  | «Episodio 69»                                                | 30 de enero de 2018       | 1.0                  |
| 70  | «Episodio 70»                                                | 31 de enero de 2018       | 1.3                  |
| 71  | «Episodio 71»                                                | 1 de febrero de 2018      | 1.1                  |
| 72  | «Episodio 72»                                                | 2 de febrero de 2018      | 1.0                  |
| 73  | «Episodio 73»                                                | 5 de febrero de 2018      | 1.0                  |
| 74  | «Episodio 74»                                                | 6 de febrero de 2018      | 1.1                  |
| 75  | «Episodio 75»                                                | 7 de febrero de 2018      | 1.0                  |
| 76  | «Episodio 76»                                                | 8 de febrero de 2018      | 1.0                  |
| 77  | «Episodio 77»                                                | 9 de febrero de 2018      | 1.5                  |
| 78  | «Episodio 78»                                                | 12 de febrero de 2018     | 1.0                  |
| 79  | «Episodio 79»                                                | 13 de febrero de 2018     | 1.3                  |
| 80  | «Episodio 80»                                                | 14 de febrero de 2018     | 1.5                  |
| 81  | «Episodio 81»                                                | 15 de febrero de 2018     | 1.1                  |
| 82  | «Episodio 82»                                                | 16 de febrero de 2018     | 1.1                  |
| 83  | «Episodio 83»                                                | 19 de febrero de 2018     | 1.1                  |
| 84  | «Episodio 84»                                                | 20 de febrero de 2018     | 0.87                 |
| 85  | «Episodio 85»                                                | 21 de febrero de 2018     | 0.93                 |
| 86  | «Episodio 86»                                                | 22 de febrero de 2018     | 1.1                  |
| 87  | «Episodio 87»                                                | 23 de febrero de 2018     | 1.1                  |
| 88  | «Episodio 88»                                                | 26 de febrero de 2018     | 1.1                  |
| 89  | «Episodio 89»                                                | 27 de febrero de 2018     | 1.0                  |
| 90  | «Episodio 90»                                                | 28 de febrero de 2018     | 1.0                  |
| 91  | «Episodio 91»                                                | 1 de marzo de 2018        | 1.0                  |
| 92  | «Episodio 92»                                                | 2 de marzo de 2018        | 1.0                  |
| 93  | «Episodio 93»                                                | 5 de marzo de 2018        | 0.93                 |
| 94  | «Episodio 94»                                                | 6 de marzo de 2018        | 1.0                  |
| 95  | «Episodio 95»                                                | 7 de marzo de 2018        | 1.0                  |
| 96  | «Episodio 96»                                                | 8 de marzo de 2018        | 0.91                 |
| 97  | «Episodio 97»                                                | 9 de marzo de 2018        | 1.0                  |
| 98  | «Episodio 98»                                                | 12 de marzo de 2018       | 1.0                  |
| 99  | «Episodio 99»                                                | 13 de marzo de 2018       | 1.0                  |
| 100 | «Episodio 100»                                               | 14 de marzo de 2018       | 1.1                  |
| 101 | «Episodio 101»                                               | 15 de marzo de 2018       | 0.81                 |
| 102 | «Episodio 102»                                               | 16 de marzo de 2018       | 0.92                 |
| 103 | «Episodio 103»                                               | 20 de marzo de 2018       | 1.1                  |
| 104 | «Episodio 104»                                               | 21 de marzo de 2018       | 0.97                 |
| 105 | «Episodio 105»                                               | 22 de marzo de 2018       | 0.96                 |
| 106 | «Episodio 106»                                               | 23 de marzo de 2018       | 0.90                 |
| 107 | «Episodio 107»                                               | 26 de marzo de 2018       | 0.99                 |
| 108 | «Episodio 108»                                               | 27 de marzo de 2018       | 0.84                 |
| 109 | «Episodio 109»                                               | 28 de marzo de 2018       | 1.1                  |
| 110 | «Episodio 110»                                               | 29 de marzo de 2018       | 0.75                 |
| 111 | «Episodio 111»                                               | 2 de abril de 2018        | 0.87                 |
| 112 | «Episodio 112»                                               | 3 de abril de 2018        | 1.0                  |
| 113 | «Episodio 113»                                               | 4 de abril de 2018        | 0.89                 |
| 114 | «Episodio 114»                                               | 5 de abril de 2018        | 0.92                 |
| 115 | «Episodio 115»                                               | 6 de abril de 2018        | 0.98                 |
| 116 | «Episodio 116»                                               | 9 de abril de 2018        | 0.82                 |
| 117 | «Episodio 117»                                               | 10 de abril de 2018       | 0.93                 |
| 118 | «Episodio 118»                                               | 11 de abril de 2018       | 0.79                 |
| 119 | «Episodio 119»                                               | 12 de abril de 2018       | 0.93                 |
| 120 | «Episodio 120»                                               | 13 de abril de 2018       | 0.79                 |
| 121 | «Episodio 121»                                               | 16 de abril de 2018       | 1.1                  |
| 122 | «Episodio 122»                                               | 17 de abril de 2018       | 0.82                 |
| 123 | «Episodio 123»                                               | 18 de abril de 2018       | 0.93                 |
| 124 | «Episodio 124»                                               | 19 de abril de 2018       | 0.93                 |
| 125 | «Episodio 125»                                               | 20 de abril de 2018       | 0.84                 |
| 126 | «Episodio 126»                                               | 23 de abril de 2018       | 0.77                 |
| 127 | «César Guerra está de regreso»                               | 24 de abril de 2018       | 0.97                 |
| 128 | «¡A probar los chicharrones!»                                | 25 de abril de 2018       | 1.0                  |
| 129 | «El renacer de César Guerra»                                 | 26 de abril de 2018       | 0.84                 |
| 130 | «Yessenia embrujó a Chacho»                                  | 27 de abril de 2018       | 0.91                 |
| 131 | «Chacho se convierte en Chamán»                              | 30 de abril de 2018       | 0.92                 |
| 132 | «¡Fer sufre accidente!»                                      | 1 de mayo de 2018         | 0.69                 |
| 133 | «¡Goyo tiene otra mujer!»                                    | 2 de mayo de 2018         | 0.85                 |
| 134 | «Fer sigue sin reconocer a Chayán»                           | 3 de mayo de 2018         | 0.78                 |
| 135 | «Chacho, el encantador de perros»                            | 4 de mayo de 2018         | 0.85                 |
| 136 | «¡Tremenda cachetada!»                                       | 7 de mayo de 2018         | 0.84                 |
| 137 | «Fernanda y Chayán corren peligro»                           | 8 de mayo de 2018         | 0.73                 |
| 138 | «¡Tenemos nueva familia!»                                    | 9 de mayo de 2018         | 0.69                 |
| 139 | «¡Chayán se va a París!»                                     | 10 de mayo de 2018        | 0.68                 |
| 140 | «¡Fer y Chayán se reconcilian!»                              | 11 de mayo de 2018        | 0.76                 |
| 141 | «¡Edith González en 3 Familias!»                             | 14 de mayo de 2018        | 0.81                 |
| 142 | «Edith González seduce a Chacho»                             | 15 de mayo de 2018        | 0.71                 |
| 143 | «¡Fernanda y Chayán hacen el amor!»                          | 16 de mayo de 2018        | 1.0                  |
| 144 | «Tábata Jalil en 3 Familias»                                 | 17 de mayo de 2018        | 0.74                 |
| 145 | «¡Tábata Jalil también tiene piojos!»                        | 18 de mayo de 2018        | 0.72                 |
| 146 | «Chayán y Fer son expuestos con su video íntimo»             | 21 de mayo de 2018        | 0.83                 |
| 147 | «¡Aura Cristina Geithner en 3 Familias!»                     | 22 de mayo de 2018        | 0.73                 |
| 148 | «A Goyo le restan pocos días de vida»                        | 23 de mayo de 2018        | 0.84                 |
| 149 | «¡Chayán y Fer se casan!»                                    | 24 de mayo de 2018        | 0.71                 |
| 150 | «El final de 3 familias»                                     | 25 de mayo de 2018        | 0.96                 |

### Especiales
| N.º | Título                   | Fecha de emisión original | Audiencia (millones) |
| --- | ------------------------ | ------------------------- | -------------------- |
| 1   | «Pastorela 3 Familias»   | 15 de diciembre de 2017   | 1.4                  |
| 2   | «Especial de Navidad»    | 25 de diciembre de 2017   | 0.77                 |
| 3   | «Especial de Año nuevo»  | 1 de enero de 2018        | 0.92                 |
| 4   | «Familiatón»             | 19 de marzo de 2018       | 0.91                 |
| 5   | «Lo mejor de 3 Familias» | 30 de marzo de 2018       | 0.73                 |

## Premios y nominaciones

### TV Adicto Golden Awards 2017
| Categoría               | Telenovela | Resultado |
| ----------------------- | ---------- | --------- |
| Mejor telenovela cómica | 3 familias | Ganadora  |